# Мондюрос
Мондюро́с (фр. Montdurausse, окс. Montdurauça) — коммуна во Франции, находится в регионе Юг — Пиренеи. Департамент — Тарн. Входит в состав кантона Виньобль и Бастид. Округ коммуны — Альби.
Код INSEE коммуны — 81175.

## География

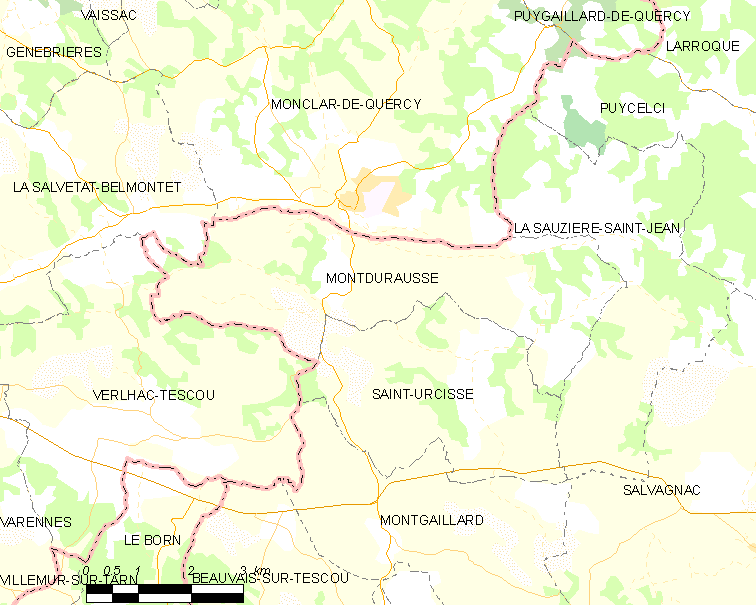
Карта коммуны

Коммуна расположена приблизительно в 550 км к югу от Парижа, в 40 км севернее Тулузы, в 50 км к западу от Альби.

## Климат
Климат умеренно-океанический. Зима мягкая и дождливая, лето жаркое с частыми грозами. Ветры довольно редки.

## Население
Население коммуны на 2010 год составляло 323 человека.
| 1962 | 1968 | 1975 | 1982 | 1990 | 1999 | 2010 |
| ---- | ---- | ---- | ---- | ---- | ---- | ---- |
| 260  | 251  | 217  | 265  | 218  | 246  | 323  |

## Экономика
В 2007 году среди 173 человек в трудоспособном возрасте (15—64 лет) 141 были экономически активными, 32 — неактивными (показатель активности — 81,5 %, в 1999 году было 67,8 %). Из 141 активных работали 124 человека (60 мужчин и 64 женщины), безработных было 17 (8 мужчин и 9 женщин). Среди 32 неактивных 6 человек были учениками или студентами, 15 — пенсионерами, 11 были неактивными по другим причинам.